# Phoenix acaulis
Phoenix acaulis är en enhjärtbladig växtart som beskrevs av William Roxburgh. Phoenix acaulis ingår i släktet Phoenix och familjen Arecaceae. Inga underarter finns listade i Catalogue of Life.